# Giải Chấn Hoa

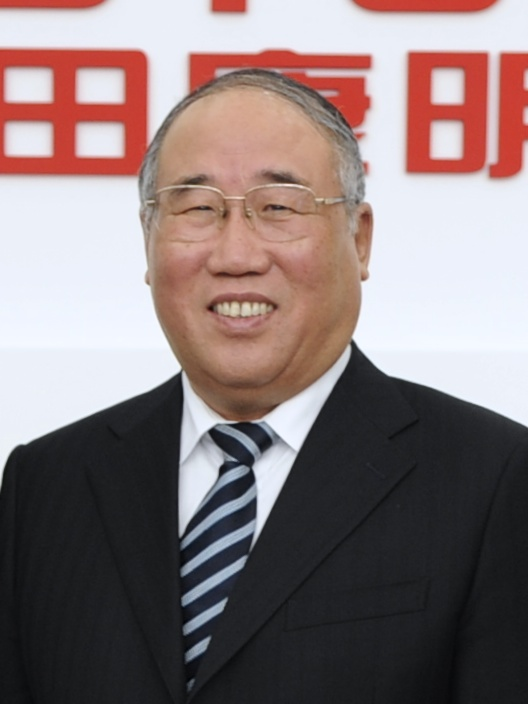
Giải Chấn Hoa năm 2014

Giải Chấn Hoa (tiếng Trung: 解振华; sinh năm 1949) là một chính trị gia Trung Quốc. Ông từng là Phó Chủ tịch Ủy ban Phát triển và Cải cách Quốc gia, Giám đốc Cục Quản lý Môi trường Nhà nước (tương đương Bộ trưởng Bộ Bảo vệ Môi trường Cộng hòa Nhân dân Trung Hoa ngày nay).

## Tiểu sử
Giải Chấn Hoa sinh ở Thiên Tân. Ông tốt nghiệp trường Đại học Thanh Hoa với bằng Vật lý Kỹ thuật.
Từ tháng 6 năm 1993 đến tháng 3 năm 1998, ông là Giám đốc Cơ quan Bảo vệ Môi trường. Tháng 3 năm 1998, ông được bổ nhiệm giữ chức Giám đốc Cục Quản lý Môi trường Nhà nước, nhưng buộc phải từ chức sau vụ nổ thực vật hóa học năm 2005 tại Cát Lâm.
Sau khi từ chức ông được bổ nhiệm giữ chức Phó Chủ tịch Ủy ban Cải cách và Phát triển quốc gia và giữ cương vị này từ năm 2007 đến năm 2015.
Ông còn là một nhà thương thuyết chính cho Trung Quốc trong ba hội nghị Liên Hợp Quốc về thay đổi Khí hậu được tổ chức tại Copenhagen, Đan Mạch; Cancún, Mexico và Durban, Nam Phi.